# Peça Cilma Cas Voltor
El Cas Voltor (o Cas Inestur) és un escàndol de presumpta corrupció política que va esclatar el 3 de febrer de 2010 amb la detenció de diversos alts càrrecs d'Unió Mallorquina (UM) en el Govern de les Illes Balears. Per la seva complexitat, la jutgessa titular del jutjat d'instrucció número 10 Carmen Abrines, va anar obrint peces separades d'aquest cas, per tal de jutjar cada trama per separat. La que fa referència al Consorci d'Informàtica Local de Mallorca, és la peça número 13 d'aquest cas de corrupció.

## Implicats
- Maria Antònia Munar (Presidenta Unió Mallorquina 1992 - 2007 i Consell de Mallorca 1995 - 2007)
- Miquel Nadal (Vicepresident Consell de Mallorca)
- Francesc Buils
- Josep Lliteres (director insular)
- Miquel Àngel Flaquer
- Eugenia Cañellas Batle (secretaria de Vicepresidència del Consell)
- Antònia Vidal Feliu (secretaria de Vicepresidència del Consell)
- María José Rodríguez Vázquez (responsable insular d'Emergències)
- Maria Esperança Massanet Forteza (secretària de Presidència del Consell)
- Coloma Castañer Abellanet (secretaria de Cooperació Local)
- Eugeni Losada Amengual (Gerent de Cilma)

## Origen
El 3 de febrer de 2010, es va començar a dur a terme l'anomenada Operació Voltor amb el registre a l'Institut d'Estratègia Turística de les Illes Balears (INESTUR) i una empresa de Pollença ordenada pel jutjat d'instrucció número 10 de Palma (Carme Abrines) i a petició del fiscal Anticorrupció Pedro Horrach Arrom. Es va detenir l'exgerent de l'INESTUR i en aquell moment director general de Qualitat Ambiental del Govern balear, Antoni Oliver, d'Unió Mallorquina, que fou cessat el mateix dia de director general. També es varen detenir els empresaris Mateu Mairata A. i la seva parella Maria Lourdes P.S., que figuren com a propietaris de l'agència de viatges Pollença Balear, així com del grup immobiliari Pollença Balear. Una de les empleades d'Inestur treballa de secretària a les ordres d'un altre dels responsables d'aquesta empresa, una persona propera a UM. I també a dues persones de l'Inestur.
Al capvespre del mateix dia, es va precintar la seu del Consorci d'Informàtica Local de Mallorca. L'endemà agents de la Policia Judicial l'escorcollaren. S'anaren produint més detencions i algunes posades en llibertat relacionat amb el conjunt del Cas Voltor. Entre elles Miquel Nadal, Miquel Àngel Flaquer i Joan Sastre.
Miquel Àngel Flaquer va ser interrogat en dependències policials i al jutjat de guàrdia respecte a la seva intervenció en un concurs de més d'un milió d'euros atorgat pel Consorci d'Informàtica Local de Mallorca, una entitat que aglutina al Consell i a diversos municipis de l'illa, i l'Inestur del Govern. Aquest expedient, i un altre anterior d'un poc més de 600.000 euros, va sufragar un servei d'informació turística via telefònica i basat en sofisticats sistemes de reconeixement de la veu de qui truca. La fiscalia anticorrupció presumeix que el segon concurs va ser una simulació, no hi va haver tal convocatòria i es va adjudicar a dit a l'única empresa que es va presentar, Mallorca Informàtica de Serveis (Minser), les seus de les quals, van ser registrades. Els investigadors pensen que es inflar la dotació d'aquest concurs en relació al valor del programa informàtic usat i de les escasses trucades telefòniques que s'han produït. Flaquer, representat per Gaspar Oliver, va rebutjar haver comès irregularitats en dit expedient. El gerent del Consorci d'Informàtica, Eugeni Losada, imputat en el sumari, va acusar l'exconseller de Turisme Buils de manipular aquest concurs.
La Policia va imputar Eugeni Losada Amengual, el gerent del Consorci d'Informàtica Local de Mallorca, en unes presumptes irregularitats relacionades amb un contracte milionari per a informació turística amb tecnologies avançades. Losada, defensat per Francisca Pol, va assegurar davant la Policia i la fiscalia anticorrupció que va cometre irregularitats en aquell expedient per ordre de Buils, que en l'anterior legislatura va ser el responsable d'informàtica del Consell i en aquesta va ser conseller de Turisme, entre l'estiu del 2007 i octubre de 2008. Una comissió judicial va registrar durant diverses hores la seu del Consorci d'Informàtica Local de Mallorca, situada a l'edifici que el Consell té a l'antic Llar de la Infància. Els funcionaris van estar en aquestes oficines fins ben entrada la tarda i després van tornar per completar el bolcat de dades informàtiques. Losada va estar present en el registre, però no va ser detingut.
El Consorci d'Informàtica Local de Mallorca està format per diversos ajuntaments i el Consell de Mallorca. En l'anterior legislatura Francesc Buils va ser conseller executiu de Presidència del Consell, departament del qual depenia el Consorci d'Informàtica Local. Buills en aquella legislatura va ser nomenat conseller de Turisme, departament en el qual estava integrat l'Inestur. Buils, des de la conselleria, va impulsar el conveni entre el Consorci i l'Institut d'Estudis Turístics per habilitar un sistema de subministrament d'informació turística via telefònica i basat en sofisticats sistemes de reconeixement de la veu de qui truca. Les sospites versaven sobre irregularitats en aquests dos expedients de contractació i també si es va produir el pagament de comissions o suborns. L'adjudicatària va ser Minser (Mallorca Informàtica de Serveis), un grup empresarial especialitzat en tecnologies avançades i que va tenir també com a clients a l'Ibatur, Emaya, IMFOF, Art Escènic, 112, diversos ajuntaments de les illes, entre ells el de Palma, i altres importants entitats públiques i privades. Losada va reconèixer haver-se prestat a cometre irregularitats en ocasió d'un dels expedients de contractació per un milió d'euros, però va assegurar que ho va fer complint ordres de Buils. El responsable del consorci del Consell va quedar en llibertat després de prestar declaració a les dependències del Grup de Delinqüència Econòmica.
Losada, retornà els doblers i va decidir col·laborar amb la fiscalia Anticorrupció d'aquesta manera i la seva confessió va accelerar la detenció de Buils. Aina Calvo el cessà del seu càrrec de vocal a l'Institut Municipal d'Informàtica de Palma.
El Consell Insular de Mallorca, quan estava presidit per Munar va pagar el sou, a través del Consorci d'Informàtica Local de Mallorca (Cilma) a alliberats i agents electorals d'UM, segons va revelar Eugènia Cañellas, exalt càrrec d'aquesta institució. Documents aportats als investigadors judicials també demostrarien com funcionava aquest suposat entramat d'abonament de nòmines a militants d'UM mitjançant empreses proveïdores de l'anterior Consell i l'actual Govern i amb el desviament de fons de contractes públics. Fins ara es sabia, gràcies a missatges d'Internet i testimonis de diversos imputats penedits en els casos Voltor i Maquillatge, que diverses desenes de militants d'UM van cobrar el seu sou d'empreses proveïdores, però no van treballar en elles, sinó que es van dedicar a tasques de la partit o campanyes electorals. Munar també fou encausada en el cas Maquillatge. Eugènia Cañellas, que va declarar en qualitat d'imputada davant del jutge del cas Maquillatge i va ser secretària general tècnica de la conselleria de Vicepresidència del Consell de Mallorca, va confirmar l'avançat per un altre penedit, Eugenio Losada, gerent del Cilma. Losada, defensat per Francisca Pol, va explicar a la fiscalia anticorrupció que el Consorci d'Informàtica Local va pagar el salari entre 2006 i 2007 a diverses persones que mai van arribar a treballar-hi. Els falsos empleats havien estat recomanats pel partit a través d'una xarxa de col·locació on Eugenia Cañellas exercia un paper clau. Cañellas era la secretària de la conselleria ocupada per Miquel Nadal, amb el qual mantenia un estret contacte i a qui acusa d'ordenar la contractació d'alguns dels alliberats. La imputada va sostenir que l'exconseller d'Esports, Mateu Cañellas, i Antonia Vidal, secretària de Nadal, també li van ordenar que busqués feina a altres militants del partit. Eugenia Cañellas va lliurar al jutjat còpies de correus electrònics que demostrarien les contractacions tramitades per ella, de part de Miquel Nadal, imputat en els dos sumaris.
Els investigadors van tenir accés a llistats d'empleats del Cilma durant la legislatura, així com a dades sobre les seves nòmines. Se sospità que en el Cilma va haver al voltant de 10 alliberats d'UM que mai van treballar allà i podrien haver actuat com a assessors del partit al Consell. Cañellas va confirmar que els contractats en el consorci "en la seva majoria van treballar al Consell". La xarxa també va buscar sous per militants regionalistes a Minser i en la productora Vídeo U.
Un escrit, dirigit a una tal Eugenia (que podria ser Eugenia Cañellas, la secretària general tècnica del vicepresident del Consell Miquel Nadal) parla dels saldos per a 2006 i 2007, un total de 322.000 euros. L'autor del document es refereix a "els nostres diners" i especifica les entrades de fons (contractes negociats, concursos, sous i Cilma) i les despeses (personal i factures diverses).
Eugenia Cañellas, membre d'UM i número dos de la conselleria de Vicepresidència del Consell de Mallorca ocupada per Miquel Nadal, va afirmar que unes 40 persones van ser contractades irregularment a la legislatura per dedicar-se a tasques del partit. Algunes d'elles a través de Cilma, objecte d'aquesta peça separada del Cas Voltor i pel que fa a les altres empreses s'investigà dins el Cas Maquillatge.
L'exconseller d'Esports Mateu Cañellas va negar de manera rotunda tenir algun tipus de vinculació amb la xarxa d'agents electorals i alliberats que el seu partit, Unió Mallorquina, va utilitzar en la campanya electoral de 2007. La declaració voluntària realitzada a la exsecretària general de Miquel Nadal, Eugenia Cañellas, vinculava a l'exconseller d'Esports del Govern en la trama. Sobre aquest aspecte, Mateu Cañellas va explicar a Diari de Mallorca que havia parlat amb Eugenia Cañellas: "Ella em va comentar que en la seva declaració havia apuntat que jo realitzava la coordinació de les barriades i m'encarregava del màrqueting, però no que fos el dissenyador de les xarxes, la campanya no la portava jo i les xarxes de col·laboradors era una competència de Miquel Nadal". Mateu Cañellas va reconèixer que en la campanya electoral van treballar diversos centenars de persones, però ell en "cap moment sabia on estaven contractats. Fins i tot m'he assabentat aquests dies que un germà meu va estar en una d'aquestes xarxes". Així mateix, l'exconseller d'Esports creia que seria imputat en aquesta causa i esperava poder "acudir davant el jutge per explicar-li la meva comesa en aquesta època. No he fet res irregular que jo sàpiga i no conec ni a Losada ni tampoc a la gent del Consorci d'Informàtica. No sé quina cara tenen".
L'obertura del secret de sumari del cas Inestur (Operació Voltor) posà en relleu noves possibles irregularitats comeses per l'expolític d'UM Francesc Buils. Buils, aleshores conseller de Presidència del Consell de Mallorca, fou acusat per Eugenio Losada, gerent del Consorci d'informàtica local de Mallorca (Cilma), de la contractació fictícia de 34 persones afins al partit com a personal de l'organisme públic. Segons aquesta versió, Buils entregà a Cilma més de 550.000 euros per contractar els treballadors que figuren en un llista aportada en el sumari. Tanmateix, els contractats mai no acudiren al lloc de feina a Cilma, sinó que es dedicaren a diverses activitats de la formació.
Cilma treballava en la posada en marxa del programa InfoMallorca.net. Buils assegurà a la jutgessa que "aquest projecte existia i s'estava posant en funcionament". Afegí que no tenia cap informe firmat ni escrit que indicàs que hi havia gent que no anava a fer feina. Així mateix, indicà que com a president del Consorci firmà les contractacions, però que ignorava que no anassin a fer la feina obligada. Deixà ben clar, a més a més, que Losada mai no el va informar d'aquesta irregularitat. Aquesta denúncia recorda la que varen fer els socis de Vídeo U respecte de la "xarxa" d'UM a Palma. Segons el directiu Miquel Oliver, Miquel Nadal els hauria obligat a contractar personal per a la productora que treballava realment per al partit.
L'exgerent del Consorci d'Informàtica Local de Mallorca (Cilma) Eugenio Losada entregà a la jutgessa el llistat de persones contractades per l'empresa a petició d'UM. Les contractacions, segons Losada, es feien basant-se en el que demanaven les directores insulars o les secretàries tècniques de Presidència, Vicepresidència i Cooperació Local del Consell. Les peticions, a més, indicaven dades de la persona a contractar, l'import a percebre i la durada del contracte. Losada afirmà que li enviaven els llistats i ell els donava d'alta al Consorci. Assenyalà també que aquestes persones mai no treballaren a Cilma i afegí que els contractes "es camuflaven en projectes reals que s'estaven desenvolupant". Aquests projectes són Info-Mallorca, Eiel i Mallorca Digital. Losada precisà que "no treballaven a Cilma, ignor si estaven en altres departaments". També digué que "ignor si treballaven per a un partit polític preparant les eleccions de 2007. Mai vaig preguntar a ningú de quin partit era". Losada especificà que les ordres provenien de les secretàries tècniques i apuntà que per part de Vicepresidència de Turisme era Esperança Massanet; de Vicepresidència, Eugènia Cañellas, i de Cooperació Local, Coloma Castañer. A més, indicà que acatava les ordres perquè el president de Cilma -que llavors era l'exconseller Buils- "així m'ho feu veure". Un dels correus electrònics que aportà feia referència al contracte d'una persona que "estava recomanada per Miquel Nadal".
Catalina Julve, imputada en un primer moment, afirmà davant la jutgessa Abrines que "no ordenà contractar ningú" i que desconeixia si la seva exsecretària tècnica ho havia fet. Afegí que "n'és la primera sorpresa" i que no entenia com Castañer podia indicar "noms, sous, nòmines, etc., ni en té idea". L'exconsellera apuntà que durant la seva etapa a Cooperació Local es desenvolupà el projecte Eiel, una enquesta insular d'equipaments locals. També que abonaren 100.000 € el 2006 i el 2007 per aquesta iniciativa. Aclarí, però, que el tema de recursos humans "no el tractàvem nosaltres, devia tractar-lo Cilma o el departament que feia les enquestes". Buils, assenyalà que, com a president de Cilma, "no som responsable de la contractació. Som qui signa els contractes", i apuntà Losada com el responsble de la selecció de personal. Buils, així mateix, explicà que des de Presidència del Consell es va dur a terme el projecte Infomallorca, que ell impulsà. Precisà que "és fals que els treballadors contractats no anassin a fer feina" i que "no és el cas que els proporcionassin els noms". Digué que l'espai de Cilma és reduït i que era fàcil treballar des d'un altre despatx "aportant dades i coordinant-se amb els ajuntaments".
Eugènia Cañellas corroborà que un quadern seu amb diferents notes i els mails que envià a l'exgerent de Cilma Eugenio Losada, amb petició de contractacions de persones per al projecte Mallorca Digital, estan vinculats. Cañellas afirmà que ella només rebia ordres. La imputada hi afegí que entrà a treballar amb Nadal el darrer any de la legislatura passada i que l'exvicepresident insular li assegurà que, com que ell estaria molt enfeinat, havia de seguir les directrius de la seva secretària personal, Antònia Vidal, tant en l'àmbit tècnic com polític. Cañellas manifestà que rebia instruccions de Vidal i que les anotava al quadern per dur-les a terme posteriorment. Llavors, passava per mail a Losada la llista de noms i dates d'altes i baixes. També reconegué que altres càrrecs d'UM com Mateu Cañelles, María José Rodríguez i Joan Cerdà havien recomanat la contractació de gent. Coloma Castanyer, exsecretària tècnica del Departament de Cooperació Local, també declarà i afirmà que "allò normal" era que l'exconsellera insulara Catalina Julve "no sabés res " de les contractacions.
L'exadministrativa del Consorci d'Informàtica Local de Mallorca (Cilma), Susana Mas, va afirmar en qualitat d'imputada davant la jutgessa instructora del 'cas Voltor' que s'encarregava de gestionar les contractacions dintre d'aquesta empresa pública seguint ordres de l'exgerent Eugenio Losada, qui li indicava a quines persones calia col·locar després que així l'hi traslladessin a aquest exalts càrrecs del Consell de Mallorca a través de les seves secretàries, com en el cas de l'exvicepresident insular, Miquel Nadal. Va explicar que les contractacions es realitzaven per obra i servei, a assenyala que aquestes es van produir en el marc dels projectes Infomallorca, EIEL i Mallorca Digital, iniciatives que segons les investigacions van servir per a camuflar la contractació a l'Administració pública de 34 persones afins a UM, que haurien estat ordenades per exmembres d'aquesta formació que ocupaven alts càrrecs en el Consell, si bé aquests empleats mai van acudir al seu lloc de treball sinó que s'haurien limitat a realitzar labors de partit. La imputada precisà que Losada li transmetia el nom de qui havia de ser contractat a través de correus electrònics, que ell li rebotava després de rebre'ls de l'exsecretària tècnica de Nadal, Eugènia Cañellas.
Antoni Baró, aleshores imputat, s'acollí al dret de no declarar davant la jutgessa Carme Abrines i al·legà que ja ho havia fet per aquests fets en el cas Maquillatge. A més, entregà a la magistrada la declaració que realitzà per novembre davant el jutge Juan Ignacio López Sola. S'hi ratificà. En aquell interrogatori, Baró reconeixia que "feia 7 o 8 anys que treballava per al partit", encara que havia estat contractat per empreses com Cilma, Àmbit Digital i H20.
Un dels contractats imputats, el músic argentí Osvaldo Frías, va afirmar que l'exconseller de Relacions Institucionals del Consell Josep Lliteras fou la persona que li aconseguí la feina. L'expolític el posà en contacte amb l'exsecretària del llavors vicepresident del Consell Miquel Nadal i "signà el contracte amb els ulls tancats". El músic feia "feina de camp i realitzava enquestes" els horabaixes, mentre que els matins feia tasques de jardineria. "Mai no vaig anar a Cilma a treballar", reconegué. El músic insistí a la jutgessa que "no estava al servei d'UM ni feia tasques de partit a canvi del sou que rebia".
L'exgerent de l'IMFOF Catalina Payeras, confirmà que signà contracte amb Cilma, però que treballà al Consell. Assenyalà que hi va estar fins al 15 de juliol de 2007, "quan es feu el traspàs de la nova legislatura". També afegí que durant aquell temps "ajudà en les eleccions com a apoderada de mesa i que ho feu perquè Eugència Cañellas li ho demanà". També apuntà que al Consell rebia directrius de Cañellas i ella a dels llavors directors insulars Antoni Martorell, Josep Lliteras i Mateu Cañellas. La imputada afegí que ells li marcaven el ritme laboral. Payeras, després del contracte a Cilma i de les eleccions de 2007, fou nomenada gerent de l'IMFOF durant més de dos anys.
Altres contractats varen anar passant pel jutjats a declarar davant la jutgessa Carmen Abrines durant el juliol de 2011.
El misser de Maria Antònia Munar presentà un escrit al Jutjat d'Instrucció n. 10 de Palma, en el qual sol·licita a la jutgessa, Carmen Abrines, que no cités la seva clienta com a imputada dins la peça separada Treballadors de Cilma. Al document esmentat, el lletrat Gabriel Garcias afirmà que s'assabentà pels mitjans que el fiscal Anticorrupció Miguel Àngel Subirán havia demanat la imputació de Munar a principi d'agost de 2011. Garcias afirmà que l'expresidenta del Consell es limità a signar els convenis per a l'execució dels projectes Infomallorca, Eiel i Mallorca Digital, que s'investigaven. Assenyalà que Munar no els supervisà ni intervingué per res en la seva elaboració. En aquest sentit, en negà qualsevol vinculació amb una presumpta trama per contractar gent mitjançant l'empresa Cilma.
Al final, fou cridada a declarar per aquesta peça com a imputada el 12 de desembre de 2011, tot i que havia demanat no assistir-hi per motius de salut, se li fou denegat. Una vegada davant la jutgessa, es negà a declarar, adduint el mateix motiu.
L'exdirector insular de Relacions Institucionals, Josep Lliteres, va negar que a través d'un programa que va impulsar des d'aquest departament per fomentar l'associacionisme entre immigrants i altres col·lectius fos utilitzat per UM per contractar treballadors "fantasma" que en realitat s'haurien dedicat a tasques de partit malgrat estar a sou del Consell de Mallorca. En concret, es tractava de Fabiola Velásquez, Carina Barroso i Lucía Stella Duque, la contractació dels quals va sol·licitar a Eugènia Cañellas, exsecretària tècnica del llavors vicepresident insular Miquel Nadal, si bé ha assegurat desconèixer com va ser tramitada la seva col·locació i si, en concret, estaven a sou del Consorci d'Informàtica Local (Cilma).
Lluc Colom, propietari del bar Can Lluch, cap d'Emergències del Consell fa dues legislatures i president d'una associació de veïns de Santa Catalina, es va desvincular davant la jutge de la caça de vots al seu barri per suposats agents electorals d'UM. Segons la fiscalia anticorrupció, el projecte Angelots es va finançar amb fons del Consell i va consistir en visites domiciliàries a persones desvalgudes per intentar aconseguir el seu vot per a UM. Colom, defensat per Jaime Rodríguez, va reconèixer que el "projecte Angelots" va ser impulsat per l'exdirigent d'UM Maria José Rodríguez. El líder veïnal va assegurar que ignorava que UM estigués darrere de la iniciativa, tot i que sempre va pensar que "Rodríguez no ho feia d'una manera altruista". "Jo rebia trucades en l'Associació de persones que vivien soles, que necessitaven ajuda i després donava les seves adreces a un grup d'assistents socials manades per Rodríguez i que recalaven pel meu bar", va explicar l'hostaler encausat. Anticorrupció sospita que el Bar Can Lluc era una oficina electoral encoberta d'UM, extrem negat pel seu propietari.
Maria José Rodríguez, imputada, va atribuir a Antònia Vidal, l'exsecretària personal del conseller Miquel Nadal al Consell de Mallorca, les presumptes contractacions amb fons públics d'agents electorals d'Unió Mallorquina (UM). Rodríguez, impulsora d'un grup d'ajuda a persones necessitades de Santa Caterina, va relatar a la jutge com els consellers del Consell de Mallorca es van dividir Palma en zones en 2006 per treballar a favor de Miquel Nadal, candidat a alcalde el 2007. Rodríguez, defensada per Miquel Galmés, sorprenentment, i a diferència d'altres encausats i testimonis del cas Voltor, va situar a Antònia Vidal a la cúspide de la suposada trama per contractar amb fons del Consell a agents electorals i alliberats d'UM. "Vidal era la factòtum, la cap de campanya de Nadal i tenia tot el poder de contractació per delegació d'aquell", va insistir Rodríguez.
Un fundador d'Unió Mallorquina (UM) va dir que desconeixia que el Consell de Mallorca havia pagat una dona per elaborar enquestes casa per casa per al partit. Durant la seva compareixença, Pedro Mir, que va ser cap de zona d'UM del Secar de la Real i Establiments durant les eleccions municipals de 2007, va assegurar que aquestes enquestes suposadament finançades amb fons públics eren per al partit i duien la seva capçalera. Servien, ha dit, per conèixer els problemes de les barriades i comunicar-los després als candidats d'UM de cara als seus discursos, i una de les seves encarregades era Francisca Pellicer, que va ser contractada pel Consell de Mallorca, dependent llavors d'UM, a través del Consorci d'Informàtica Local de Mallorca.
El Consell de Mallorca, sota el mandat d'Unió Mallorquina, va contractar amb diners públics a una dona que va treballar com a hostessa en els mítings i en els berenars que organitzava el partit. Així de clar ho va expressar ahir aquesta empleada, que va ser interrogada en qualitat d'imputada per la jutge que investiga l'anomenat cas Voltor. La declaració va versar sobre la contractació d'un grup de 30 persones, totes elles afiliades o properes al partit, que van cobrar un sou de l'empresa pública informàtica Cilma però que en realitat es van dedicar a treballar per Unió Mallorquina. L'hostessa va explicar amb tota mena de detalls el seu paper en la formació ja desapareguda. Sempre estava present en tots els mítings que organitzava el partit, que tenia costum de convidar a berenar cada setmana als seus simpatitzants i afiliats. En aquestes trobades se'ls explicava el programa electoral. Aquest treball s'organitzava des de la pròpia seu del carrer Sindicat. Aquesta emprada s'encarregava de l'organització d'aquestes berenars. La dona va detallar que la persona del partit que li indicava les ordres era Eugenia Cañellas, l'exsecretària tècnica de Miquel Nadal, expresident de la formació. Va ser també Cañellas qui la va contractar, encara que no va voler explicar de quina manera va entrar en contacte amb ella. L'hostessa havia signat un contracte, no amb el partit, sinó amb l'empresa informàtica Cilma, propietat del Consell de Mallorca. La imputada va dir que era la primera sorpresa que hagués estat contractada d'aquesta manera i de fet va reconèixer que no coneixia de res a l'antic gerent de l'empresa, Eugenio Losada, qui ha facilitat a la jutge el llistat d'empleats "fantasmes".
L'exconseller de Joventut i Esports del Govern i exdirector insular de Projectes, Mateu Cañellas, va al·ludir, en la seva declaració com a imputat, a una "guerra molt gran amb atacs cap a la meva persona" que es va produir al si de l'extinta UM entorn de l'any 2009, i va assegurar que quan aquesta "s'encrudeció molt", va transmetre els seus empleats que no havia de barrejar-se "la guerra del partit" amb el seu treball en la Conselleria. "I no anava a acomiadar ningú per no estar afiliat a UM", va asseverar. Segons va manifestar, prèviament, quan ostentava el càrrec de director insular abans de les eleccions de 2007, havia recomanat diverses persones per a la seva contractació en el Consell, si bé assegurà que ho va fer pel perfil que reunien i "sense que en cap moment se'ls exigís la seva afiliació a UM". Així mateix, va assenyalar que la competent per a la seva contractació era Eugenia Cañellas.
Munar va reconèixer que havia signat convenis amb el Consorci d'Informàtica Local de Mallorca (Cilma), propietat del Consell i de tots els ajuntaments, però que cada un dels projectes tenia "el seu responsable". Es va desentendre de qualsevol irregularitat. En aquella època, els caps dels tres projectes eren l'exvicepresident del Consell Miquel Nadal; l'exconseller de Turisme Francesc Buils –tots dos condemnats en altres casos– i l'aleshores consellera insular de Medi Ambient, Catalina Julve. Alguns dels projectes investigats "han continuat existint i existeixen fins avui dia", hi va insistir Munar. S'anomenen Infomallorca, EIEL i Mallorca Digital. "Desconeixia del tot que haguessin contractat algú que no anava a la feina i, si ho hagués sabut, no hi hauria estat conforme", va declarar Munar, i afegí que "no sabia que aquests treballadors estaven efectuant funcions per a UM". Va dir que els noms ni tan sols no li sonaven i que no els havia vist ni recomanat mai, que no havien treballat amb ella i que no eren a la llista d'afiliats a UM quan ella presidia el partit.
El 17 de juliol de 2013 la titular del Jutjat d'Instrucció 10 de Palma, Maria del Carmen Abrines, va iniciar els tràmits per obrir judici oral contra l'excúpula de l'extinta Uniò Mallorquina (UM), encapçalada pel seu expresidenta Maria Antònia Munar, i altres 17 imputats en la investigació relacionada amb la suposada captació de vots i de proselitisme per a UM amb fons públics. En aquesta peça separada, la número 13, el fiscal anticorrupció Miguel Ángel Subirán imputa als encausats, entre ells els exconsellers de Turisme Miquel Nadal, Francesc Buils, d'Esports, Mateu Cañellas, l'exconsellera insular de Medi Ambient Catalina Julve, l'expresident d'UM Miquel Àngel Nadal i l'exdirector insular de Relacions Institucionals Josep Lliteres, quatre delictes: malversació de cabals públics, prevaricació, tràfic d'influències, associació il·lícita i frau a l'Administració. També estan imputats Eugenio Losada, Eugènia Cañellas, Coloma Castañer, Lucas Colom, María Josefa Rodríguez, Pedro Mir, Susana Mas, Maria Esperança Massanet, Maria Antònia Vidal, Antonio Moragues i Antonio Segura. Segons el ministeri fiscal, els alts càrrecs d'UM «es van posar d'acord per beneficiar-se de fons públics insular pel procediment de camuflar en projectes públics treballadors que es dedicava a tasques de captació de vots per a UM».

## Judici
L'expresidenta del Consell de Mallorca i d'Unió Mallorquina (UM), Maria Antònia Munar, va admetre per primera vegada davant un tribunal haver comès delictes i es va conformar amb la pena de presó de 9 mesos sol·licitada per la Fiscalia Anticorrupció, que seria substituïble per una multa. En la compareixença davant la Secció Segona de l' Audiència de Palma, Munar va admetre haver comès malversació i prevaricació, al costat d'altres membres de la cúpula de l'extinta UM. Si bé inicialment la Fiscalia demanava penes que sumaven 95 anys de presó i multes de 198.000 euros per a 18 acusats per presumpta associació il·lícita i per suposats delictes continuats de malversació, prevaricació i tràfic d'influències, amb l'admissió dels fets per part dels acusats ha modificat les demandes i ha retirat l'acusació a set dels implicats.

## Condemnes
- Maria Antònia Munar: 9 mesos de presó substituïbles per una multa de 18 mesos a 20 euros diaris de quota i 5 anys d'inhabilitació especial per a càrrec insular.
- Miquel Nadal: 9 mesos de presó, substituïbles per 18 mesos de multa a 12 euros diaris (6.480 euros)
- Francesc Buils: 9 mesos de presó, substituïbles per 18 mesos de multa a 10 euros diaris (5.400 euros)
- Josep Lliteres: 9 mesos de presó, substituïbles per una multa de 18 mesos de multa de 10 euros (5.400 euros)
- Miquel Àngel Flaquer: 9 mesos de presó, substituïbles per 18 mesos de multa a 12 euros diaris (6.480 euros)
- Eugenia Cañellas Batle: 7 mesos de presó, substituïbles per 14 mesos de multa a 11 euros diaris (4.620 euros)
- Antònia Vidal Feliu: 8 mesos de presó, substituïbles per 16 mesos de multa a 8 euros diaris (3.840 euros)
- María José Rodríguez Vázquez: 9 mesos, substituïts per 18 mesos de multa a 7 euros (3.780).
- Maria Esperanza Massanet Forteza: 7 mesos de presó a substituir per 14 mesos de multa de 9 euros (3.780).
- Coloma Castañer Abellanet: 7 mesos de presó per malversació, que es reemplaçaran per 14 mesos de multa de 7 euros (2.940 euros)
- Eugeni Losada Amengual: 7 mesos de presó, reemplaçables per 14 mesos de multa amb 9 euros diaris de quota (3.780)

Aquestes condemnes vares ser dictades amb un acord de conformitat per part dels acusats.